# كارتي جون

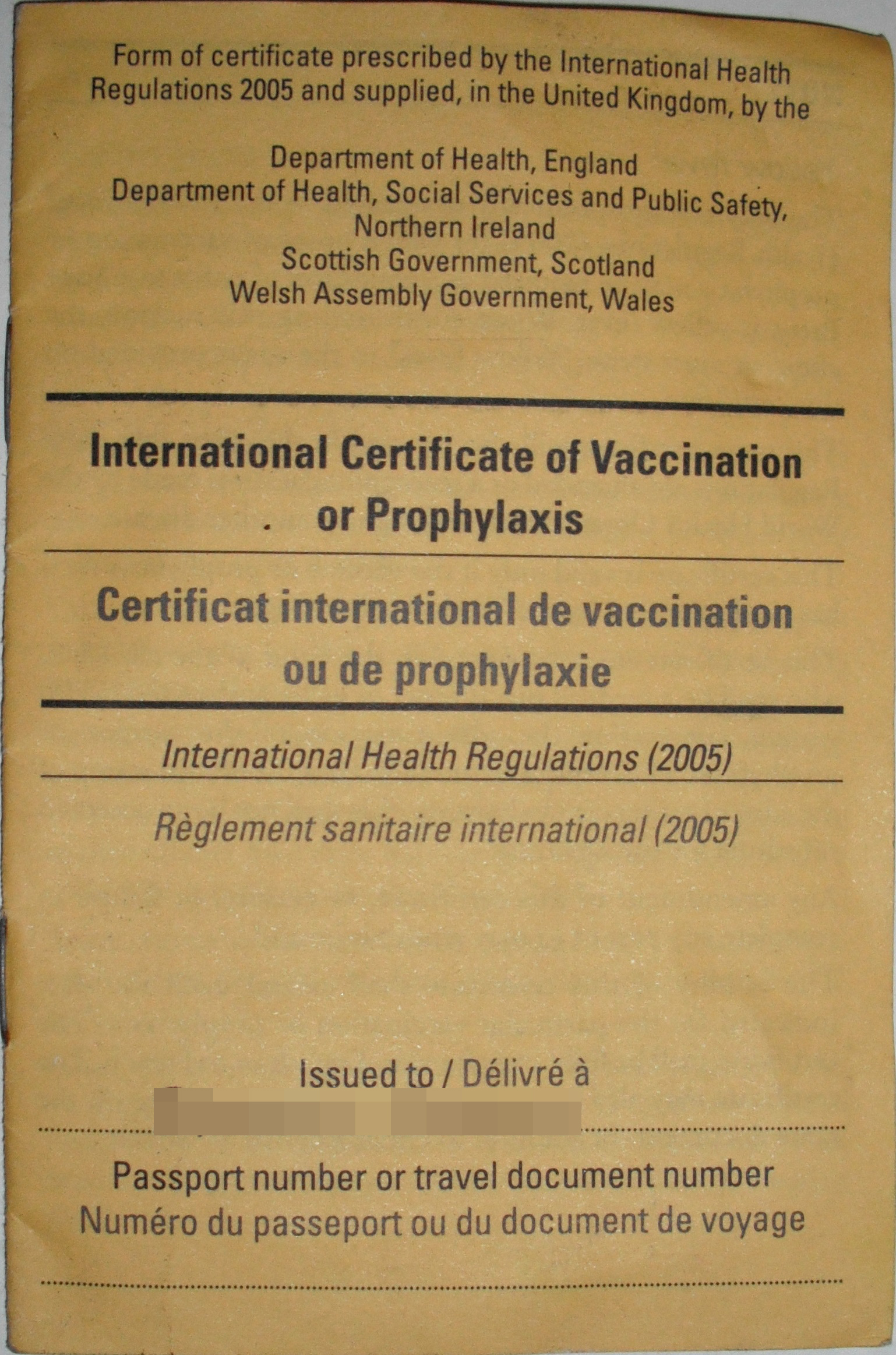
الشهادة التطعيم الدولية المطلوبة لإثبات أن شخصًا ما قد تم تطعيمه ضد الحمى صفراء

الشهادة الدولية السوفيتية للتطعيم أو إعادة التطعيم ضد الحمى الصفراء

كارتي جون أو البطاقة الصفراء هي شهادة تطعيم دولية، أصدرت من قبل منظمة الصحة العالمية، ومعترف بها دوليا وقد تكون مطلوبة لدخول دول محددة والتي فيها زيادة المخاطر الصحية للمسافرين. البطاقة الصفراء يجب ان تكون محفوظة في جواز سفر صاحبها، لأنها جواز سفر طبي نوعا ما.
نلاحظ مثال معروض هنا وهو نسخة أمريكية من هذه الشهادة، صدرت من قبل وزارة الصحة والخدمات الإنسانية الأمريكية. وهي متاحة من خلال مكتب الطباعة الحكومي. الشهادة الأصلية طبعت ونشرت من قبل منظمة الصحة العالمية في نسختين: 1) إنجليزية-فرنسية (ثنائي اللغة). 2)إنجليزي-فرنسي-عربي (ثلاثي اللغة). نسخ منظمة الصحة العالمية لا تملك صفحات لتعرض موانع استعمال طبية لهذه التطعيمات، التاريخ الصحي الشخصي، الحالة الصحية، العلاجات الطبية، حساسيات معروفة، أدوية متناولة بانتظام، ومعلومات طبيب العيون. هذه النسخ متاحة من قبل مكتبات منظمة الصحة العالمية، ويمكن ترتيبها بكميات تصل إلى 5000 أو أكثر لطباعة فوقية.
الجزء الخاص بالحمى الصفراء هو أكثر جزء مهم بهذه الشهادة.المتغيرات الأخرى لشهادة الحمى الصفراء هي صالحة فقط إذا كانت تتبع تنسيقا موحدا وتمت الموافقة عليه رسميا من قبل منظمة الصحة العالمية. كان هناك تنقيح في الشكل والعنوان والقواعد بشأن قضية 2007. إنها تدعى الآن «شهادة دولية أو تطعيم أو وقاية». ولم تعد خدمة الطباعة الفوقية متوفرة.

## تعبئة البطاقة
تحتوي شهادة التطعيم على أعمدة لملئها بالتواريخ، طبيعة اللقاح، مقدار الجرعة، تواقيع الطبيب، يجب ان يكون التاريخ يوم/شهر/سنة. من الشائع رؤية الطبيب يكمل الشهادة باستخدام اسم المنتج وحده. ولا يشير إلى «طبيعة» اللقاح. من أجل جعل الشهادة «دولية»، ينصح بشدة أن يذكر الطبيب هذا أيضًا (على سبيل المثال 
"Harvix <hepatitisA> 1440 EI.U. " بدلا من "Harvix" لوحدها. إذ أن اسم العلامة التجارية قد يختلف في أجزاء مختلفة من العالم. 
سيساعد ذلك أيضًا إذا كان هذا مصحوبًا برقم تسلسلي، حيث إن الرقم والتوقيع سيزيدان من موثوقية الشهادة، وكذلك الإبلاغ عند وقوع حوادث أو أمراض غير متوقعة. إذا كان الطبيب على استعداد لوضع عنوان ممارسته ومعلومات هاتفه، فمن الأفضل أن يتضمن العنوان أيضًا اسم البلد، ورقم الهاتف مبدوءا برمز المدينة يجب أن يفهم الطبيب أن البطاقة مستخدمة دوليًا ولا يعرف الكثير من الأشخاص خارج الدولة أسماء الدول الأمريكية أو غيرها، ورموز الدول، والاعتمادات.
بالإضافة إلى ذلك، بالنسبة لأولئك الأطباء من البلدان التي لا تستخدم التوقيع وتبيان أسمائهم، ولكن فقط توضيح اسم المؤسسة وختمها، يُنصح المراجعين (المرضى) بطلب توقيع واسم على الشهادة، لأن ذلك قد يغير أهميتها. 
تمت مراجعة شهادة التطعيم الدولية في عام 2007 ووافقت عليها منظمة الصحة العالمية لتشمل ليس فقط بطاقة التطعيم ولكن أيضا الأقسام الإضافية المدرجة في هذه المقالة.
إذا لم يكن طبيبك مزودًا بشهادة الطعيم الدولية، فيمكن طلبها مباشرة من مكتب الطباعة الحكومي على http://bookstore.gpo.gov/catalog/health-benefits/immunization-vaccination/vaccination-forms أو يمكنك إجراء بحث في نموذج "CDC 731" للعثور على المزودين الآخرين.

## توفر المطاعيم
لن يحتفظ مكتب الطبيب العادي بمطاعيم السفر في المخزون، لذلك من الأفضل التحدث إلى طبيب الرعاية الأولية الخاص بك حول مكان تلقي أدوية السفر. للسفر إلى البلدان النامية، قد تكون هناك حاجة إلى العديد من التطاعيم، ومن الأفضل الإشارة إما إلى منظمة الصحة العالمية  أو مراكز مكافحة الأمراض والوقاية منها  أو مواقع الصحة الوطنية أو الدولية الأخرى للمتطلبات الحالية.
يجب على المرء أن يدرك أنه لا يتم سرد جميع مطاعيم الأمراض التي يمكن الوقاية منها كتوصيات، بسبب حالة الموافقة في ذلك البلد تنشأ المعلومات (على سبيل المثال الكوليرا (مطعوم فموي معطل) في الولايات المتحدة الأمريكية). من الحكمة بالتأكيد أن يبحث المرء عن معلومات من بلدان أخرى عن اللغات التي يفهمها، وأن المعلومات مستمدة من السلطات الموثوقة والأدلة والإحصاءات العلمية / الطبية.

## المطعوم

### الإلزامية
التطعيم الوحيد المطلوب عالميًا حاليًا هو الحمى الصفراء، في البلدان التي لا يُطلب فيها للدخول، قد يكون من الجيد الحصول على التطعيم إذا كنت مسافراً إلى المناطق الموبوءة. بعد المناعة الاولية، التعزيزات مطلوبة على فترات عشر سنوات، يجب على المرء تلقي هذا التطعيم قبل السفر بعشرة أيام على الأقل. بالنسبة لبعض البلدان، قد يكون مطعوم الكوليرا مطلوبًا على الرغم من حقيقة أن منظمة الصحة العالمية لم تذكر ذلك في لوائحها، لتجنب الحجز أو منع الدخول، تحقق من متطلبات الدخول للبلد عن طريق الاتصال بالسفارة أو القنصلية، خاصة إذا كان هناك تفشي الكوليرا في الوقت الحالي. لأنه ليس تطعيمًا مطلوبًا عالميًا، قد يحتاج المرء إلى شهادة منفصلة للكوليرا أو تصريح موقّع من الطبيب يفيد بأن التطعيم ممنوع لبعض الحالات الصحية.
على البطاقة الصفراء، توجد الشهادة الدولية للتطعيم أو إعادة التطعيم ضد الحمى الصفراء) الشهادة الدولية للتطعيم أو التطعيم ضد الحمى الصفراء (في أول صفحتين (في النسخة الأصلية لمنظمة الصحة العالمية، الصفحتان الثالثة والرابعة) داخل البطاقة، تتطلب الشهادة تاريخ التطعيم وتوقيع من قام بالتطعيم ووضعه المهني)توقيعه ولقبه) الشركة المصنعة ورقم التسلسلي للمطعوم (الشركة المصنعة للمطعوم ورقم الدفعة) والختم الرسمي لمركز التطعيم. لكي تكون الشهادة صالحة، يجب أن تتم الموافقة على مركز التطعيم من قبل منظمة الصحة العالمية (WHO).

### الروتين
من المرجح أن مواطني البلدان المتقدمة تلقوا جرعاتهم الأولية التالية:
-الكزاز والخناق (Td)
-السعال الديكي (pertussis)
-الحصبة والنكاف والحصبة الألمانية (MMR)
-شلل الأطفال
سيحتاج المسافرون على الأرجح إلى تلقي معززات من هذه، لأن العديد من الناس في أمريكا الشمالية لا يقومون بتحديث حقنهم بانتظام وقد يكونون عرضة لهذه الأمراض، ولا سيما الحصبة، شلل الأطفال والسعال الديكي  
لهذه اللقاحات الإضافية، توجد صفحة أخرى في البطاقة الصفراء موجودة داخل الكتاب تحت معلومات المسافر، تتضمن المعلومات المطلوبة لهذه اللقاحات تاريخ التطعيم،]]اللقاح / الدواء الوقائي، الجرعة وتوقيع الطبيب. على الفور تحت هذا الجدول هو نموذج لموانع طبية للقاحات، يجب أن يشتمل هذا النموذج على مانع طبي من الحصول على لقاح معين.

### أخرى
على الرغم من أن ما يلي غير مطلوب للدخول إلى أي بلد، لكن قد يوصى به بالاعتماد على الوجهة، الغرض من السفر، مدة السفر، أو مستوى الاتصال المتوقع مع السكان المحليين.
-التهاب السحايا بالمكورات السحائية.
-التهاب الدماغ الياباني.
-التهاب الكبد ب.
-التهاب الكبد A .
-التيفوئيد.
-الكوليرا (عن طريق الفم، معطل).
-إلتهاب الدماغ المعدي.
وبالإضافة إلى ذلك، من المستحسن أن يتلقى المسافرون أدوية إسهال المسافرين بسبب خطر الإصابة بمسببات الأمراض المنقولة بالماء. بالنسبة لأولئك الذين يسافرون إلى المناطق الموبوءة، يوصى بالوقاية الكيميائية للملاريا، يمكن وصف كل من هذا من قبل طبيب أو ممرضة.

## التاريخ الصحي الشخصي
يحتوي مركز البطاقة على قسم مهم للغاية حول صحة المسافر. على الرغم من أنه ليس إلزاميا لملئه، في حالة الطوارئ، قد يكون مفيد للطبيب الذي سيعالج المسافر. تتضمن المعلومات الواردة في هذا:
-اسم وجنس المسافر.
-تاريخ الولادة.
-الاسم، العنوان ورقم هاتف الشخص لإخباره في حالة الخطر.
-فصيلة الدم ونوع العامل الرايزيسي RH .
-اسم وعنوان الطبيب.
-الحالة الصحية أو العلاجات الطبية أو الحساسيات المعروفة.
بالنسبة للأشخاص الذين لديهم حساسية تجاه أشياء مثل البيض واللاتكس، من المهم جدًا ملء القسم الأخير.

## تناول الأدوية بانتظام
```
بالنسبة لأولئك الذين يتناولون أدوية منتظمة مثل 
الأنسولين
 
والديجوكسين (الديجيتال)
، قسم الأدوية التي يتم تناولها بانتظام، فقد تكون هناك حاجة لجلب الأدوية المذكورة إلى دول أجنبية . هناك خمسة أقسام مطلوبة من هذا القسم:
```

-مشكلة صحية .
-الأسماء العامة والتجارية للأدوية .
-جرعة الدواء .
-ملاحظات الطبيب .
-توقيع الطبيب .

## روابط خارجية
http://www.who.int/ihr/IVC200_06_26.pdf